# Erik Tilling
Lars Erik Tilling, född 21 mars 1967 i Vara, är en svensk kristen gitarrist, psalmförfattare och musikproducent.

## Biografi
Erik Tilling föddes i Vara och växte upp i frikyrklig miljö i Linköping och Västerås. Han flyttade till Örebro där han kom i kontakt med artisten Bengt Johansson och blev dennes kompgitarrist. Johansson inspirerade honom till att skriva egen musik. Bland Tillings förebilder märks Fernando Ortega och Peter Halldorf. Tilling hämtar ofta inspiration från Psaltaren. Han beskriver själv sin musik som lågmäld med irländska tongångar.
År 2004 fick Tilling Utbult-stipendiet med motiveringen "för ett musikskapande som med både känsla och teknisk briljans för samman traditionella och moderna toner och för ett musikaliskt tilltal som träffar där det känns som allra mest – i hjärtat".
Tilling har bland annat skrivit lovsången Sjung till Jesus, som finns inspelad på skivan I din hand ligger mina dagar. Den har sedan hösten 2007 sjungits ofta på kristna möten och konferenser, till exempel U-oas och i olika församlingar runt om i Sverige.[källa behövs] Texten är en svensk översättning av ett engelskt original, som skrivits av Fernando Ortega. Två andra sånger som också sjungs ofta är "Sankt Patricks bön" och "Göm mig i dina vingar".[källa behövs]
År 2012 gav Erik Tilling ut sitt sjätte studioalbum. Den har titeln Hymn för sökare och på skivan medverkar bland andra Joel Börjesson, Millan Holm, Mikael Henkeman och Malin Boqvist.
Hösten 2016 meddelade Tilling att han tillsammans med Ricard Hulteke skulle starta ett hårdrocksband. All For The King som hade sina första konserter under våren/sommaren 2017.

## Familj
Erik Tilling är son till Ines Tilling och tonsättaren Lars Tilling, som bland annat varit programledare för Tillings Tilja och Musikspegeln. Han är bror till programledaren Lisa Tilling, halvbror till jazzpianisten Daniel Tilling, sonson till Albin Tilling och dotterson till Johannes Lorenzsonn.
Tilling var första gången gift med operasångerskan Camilla Tilling (född 1971). Andra gången gifte han sig 2007 med sångerskan Millan Holm (född 1974).  Paret har en son.

## Diskografi
- 2001 – Göm mig i dina vingar
- 2003 – I skuggan av din nåd
- 2005 – I din hand ligger mina dagar
- 2006 – Hopp
- 2008 – Stor är din trofasthet
- 2009 – En dag i dina gårdar (digital singel)
- 2009 – I Dina Vingars Skugga – En mässa i folkton
- 2010 – Vid min sida (samlingsskiva)
- 2012 – Hymn för sökare
- 2013 – Psalmer
- 2014 – Hel
- 2016 – Släpp taget

## Böcker
- Sjung till Jesus. (Nothäfte, innehåller samtliga sånger från de 5 CD-skivorna 2001 - 2008)